# 北條舒正
北條 舒正（ほうじょう のぶまさ、1923年〈大正12年〉2月1日 - 2021年〈令和3年〉3月13日）は、日本の化学者。専門は高分子化学。位階勲等は従三位勲二等。
福岡県戸畑市（現・北九州市戸畑区）出身。1945年大阪帝国大学応用化学科卒業、1949年旧制上田蚕糸専門学校助教授、1960年から1年間ニューヨーク州立大学化学教室で研究に従事し、1962年信州大学繊維学部教授、1975年学部長、1981年学長、1990年長野県短期大学学長を歴任。1991年繊維学会会長。1999年勲二等旭日重光章受章。2021年（令和3年）3月13日、死去。98歳没。死没日付で叙従三位。

## 著書
- 「キレート樹脂・イオン交換樹脂」 講談社 1976年
- 「絹糸の構造 (続)」 信州大学繊維学部 1980年
- 生体と金属イオン」（白井汪芳, 金子正夫と共著）学会出版センター 1991年

## 所属アカデミー
- 日本化学会会員
- イギリス王立化学会終身会員
- アメリカ国立地理学会会員